# 대한민국 형사소송법 제276조
대한민국 형사소송법 제276조는 피고인의 출석권에 대한 형사소송법의 조문이다.

## 조문
제276조(피고인의 출석권)피고인이 공판기일에 출석하지 아니한 때에는 특별한 규정이 없으면 개정하지 못한다. 단, 피고인이 법인인 경우에는 대리인을 출석하게 할 수 있다.

## 참고 문헌
- 손동권 신이철, 새로운 형사소송법(초판, 2013), 세창, 2013. ISBN 9788984114081